# アール医療専門職大学
アール医療専門職大学（アールいりょうせんもんしょくだいがく、英語: R Professional University Of Rehabilitation）は、茨城県土浦市にある私立専門職大学である。学校法人筑波学園が運営を行う。

## 沿革
学校法人筑波学園の沿革による。
- 1998年（平成10年）4月 - アール福祉専門学校（アールふくしせんもんがっこう）開校。2年制の介護福祉学科、健康福祉学科、1年制の福祉医療学科を設置
- 2001年（平成13年）4月 - アール医療福祉専門学校（アールいりょうふくしせんもんがっこう）に校名変更。4年制の理学療法学科、作業療法学科、2年制の介護福祉学科、福祉医療学科の体制となる。
- 2022年（令和4年）4月 -  アール医療専門職大学開校。アール医療福祉専門学校から理学療法学科、作業療法学科を移行する。

## 教育および研究
北関東初の専門職大学で、国家資格の取得だけでなく、全員参加型社会の実現を可能とする知識、技能を身に付けたセラピストを養成することを目標とする。
- リハビリテーション学部（4年制）
  - 理学療法学科 - 1学年40名
  - 作業療法学科 - 1学年40名

## アクセス
- JR東日本常磐線土浦駅東口より徒歩約12分
- つくばエクスプレスつくば駅からバスで約30分